# 品性
| ウィキペディアには「品性」という見出しの百科事典記事はありません（タイトルに「品性」を含むページの一覧/「品性」で始まるページの一覧）。 代わりにウィクショナリーのページ「品性」が役に立つかもしれません。 |